# Periblema
Il periblema è uno dei tre strati di cellule che costituiscono le parti terminali di un corpo vegetale. Viene anche chiamato meristema primario, dal quale si originano nuovi tessuti chiamati tessuti fondamentali, conosciuti anche come definitivi, ovvero quando le loro cellule non sono più in grado di dividersi e mantengono le loro funzioni principali.
Da questo strato di cellule si formano tessuti definitivi che andranno a costituire dei sistemi unitari, ovvero la continuità del corpo vegetale. In questo caso si parlerà di sistemi dei tessuti fondamentali, comprendente sclerenchima, parenchima e collenchima.